# Quico Cortés
Francisco „Quico“ Cortés Juncosa (* 29. März 1983 in Terrassa) ist ein ehemaliger spanischer Hockeyspieler. Er belegte bei den Olympischen Spielen 2008 mit der spanischen Nationalmannschaft den zweiten Platz, bei Europameisterschaften gewann er zwei Silbermedaillen. Hinzu kam eine Bronzemedaille als Ersatztorhüter bei einer Weltmeisterschaft.

## Sportliche Karriere
Quico Cortés spielte fast seine ganze Karriere als Torhüter beim Club Egara in seiner Heimatstadt Terrassa und wurde mit diesem Verein 2016 spanischer Meister. Nur in der Saison 2012/13 war er in den Niederlanden beim HC ’s-Hertogenbosch.
Cortés debütierte 2004 in der Nationalmannschaft. 2006 bei der Weltmeisterschaft in Mönchengladbach belegten die Spanier in der Vorrunde den zweiten Platz hinter den Australiern. Im Halbfinale unterlagen sie den Deutschen nach Siebenmeterschießen, gewannen aber die Bronzemedaille durch ein 3:2 gegen die südkoreanische Mannschaft. Stammtorhüter war Bernardino Herrera, Cortés kam nur in einem Vorrundenspiel zum Einsatz. 2007 bei der Europameisterschaft in Manchester bezwangen die Spanier im Halbfinale die deutsche Mannschaft nach Verlängerung und Penaltyschießen. Im Finale unterlagen sie den Niederländern mit 2:3. 2008 nahm Cortes erstmals an Olympischen Spielen teil und stand in allen Spielen der Spanier im Tor. Die Spanier unterlagen in der Vorrunde den Deutschen mit 0:1, belegten aber den ersten Platz ihrer Vorrundengruppe. Im Halbfinale besiegten die Spanier die Australier mit 3:2. Im Finale trafen sie wieder auf das deutsche Team und verloren mit 0:1.
Cortés belegte mit der spanischen Mannschaft den fünften Platz bei der Weltmeisterschaft 2010 in Neu-Delhi. 2012 bei den Olympischen Spielen in London erreichten die Spanier nach einem dritten Platz in ihrer Vorrundengruppe am Ende den sechsten Platz. Cortes blieb auch danach Stammtorhüter der spanischen Nationalmannschaft. Nach dem fünften Platz bei der Europameisterschaft 2013 erreichten die Spanier bei der Weltmeisterschaft 2014 in Den Haag den achten Platz. 2015 bei der Europameisterschaft in London wurden die Spanier Sechste. Bei den Olympischen Spielen 2016 in Rio de Janeiro belegten die Spanier in ihrer Vorrundengruppe den zweiten Platz hinter den Belgiern. Im Viertelfinale unterlagen die Spanier den Argentiniern mit 1:2.
Auch bei der Europameisterschaft 2017 in Amsterdam wurden die Spanier Fünfte, nachdem sie in ihrer Vorrundengruppe nur den dritten Platz hinter den Niederländern und den Belgiern erreicht hatten. 2018 stürzten die Spanier bei der Weltmeisterschaft in Bhubaneswar auf den 13. Platz ab. Im Jahr darauf bei der Europameisterschaft 2019 in Antwerpen wurden die Spanier Zweite in ihrer Vorrundengruppe, wobei sie gegen die Belgier mit 0:5 verloren. Nach einem 4:3 über die Niederlande im Halbfinale trafen die Spanier im Finale wieder auf die Belgier und unterlagen diesmal mit 1:5. 2021 wurden die Olympischen Spiele in Tokio mit einem Jahr Verspätung ausgetragen. Die Spanier schieden im Viertelfinale gegen die Belgier aus.
Nach seiner vierten Olympiateilnahme in Tokio und insgesamt über 300 Länderspielen beendete Cortés 2021 seine Karriere in der Nationalmannschaft.